# Fantasía flamenca de Paco de Lucía
Fantasía flamenca de Paco de Lucía (Fantazja flamenco Paco de Lucii) – drugi album solowy w wykonaniu Paco de Lucii. W wieku 21 lat artysta przedstawia na płycie wiele muzycznych stylów, które ukazują jak dojrzał on jako kompozytor i interpretator.

## Lista utworów
Wszystkie utwory skomponowane przez Paco de Lucię, poza zaznaczonymi
| 1.  | "Aires de Linares" (de Lucía / Torregrosa)  | 6:04  |
|     |                                             |       |
| 2.  | "Mi inspiración"                            | 3:09  |
|     |                                             |       |
| 3.  | "Guajiras de Lucía"                         | 3:21  |
|     |                                             |       |
| 4.  | "Mantilla de feria" (Esteban de Sanlúcar)   | 3:17  |
|     |                                             |       |
| 5.  | "El tempul"                                 | 3:28  |
|     |                                             |       |
| 6.  | "Panaderos flamencos" (Esteban de Sanlúcar) | 2:37  |
|     |                                             |       |
| 7.  | "Generalife bajo la luna"                   | 4:41  |
|     |                                             |       |
| 8.  | "Fiesta en Moguer"                          | 3:16  |
|     |                                             |       |
| 9.  | "Lamento minero"                            | 4:21  |
|     |                                             |       |
| 10. | "Celosa"                                    | 3:08  |
|     |                                             |       |
|     |                                             | 37:22 |
|     |                                             |       |

## Personel
Paco de Lucía – gitara flamenco

Faustino Núñez – wkładka muzyczna

José Torregrosa – kompozytor